# Studio op stelten
Studio op stelten is een kinderprogramma dat van 7 september 1994 tot 29 mei 1996 op televisie werd uitgezonden.
Het programma wordt gepresenteerd door het duo Fred en Ro, vertolkt door respectievelijk Eric van Sauers en Thomas Acda.
Fred en Ro stellen twee broers voor die het programma stiekem vanaf de zolder van hun huis presenteren: Fred is een tiener op de middelbare school, die zichzelf als de slimme leider van het stel ziet, maar zijn kleine broertje Ro (uitgebeeld middels een handpop) is eigenlijk veel slimmer. In dit programma wordt kijkerspost doorgenomen, een mop vertelt en heeft Ro een column.